# Jean-Ricner Bellegarde
Jean-Ricner Bellegarde (* 27. Juni 1998 in Colombes) ist ein französisch-haitianischer Fußballspieler. Der Mittelfeldspieler steht seit der Saison 2023/24 beim Erstligisten Wolverhampton Wanderers unter Vertrag. Er ist ehemaliger französischer U21-Nationalspieler.

## Vereinskarriere

### RC Lens
Bereits kurz nach seiner Geburt in Colombes zog die Familie Bellegarde mit ihren drei Söhnen in den Bellegarde Pariser Vorort Villetaneuse, wo Jean-Ricner im Jahr 2009 beim lokalen Amateurverein Villetaneuse CS mit dem Fußballspielen begann. Über den Le Mans FC kam er dann im Jahr 2013 in die Nachwuchsabteilung des RC Lens. Zur Spielzeit 2016/17 wurde er in die erste Mannschaft des Zweitligisten befördert. Bereits am 29. Juli 2016 (1. Spieltag der Saison), beim 0:0-Unentschieden gegen Chamois Niort, gab er sein Profidebüt. Zu Beginn der Saison erhielt Bellegarde von Cheftrainer Alain Casanova viele Einsatzzeiten, wurde aber noch im November aus der Mannschaft verdrängt. Erst im Februar 2017 absolvierte er seinen neuntes und letztes Ligaspiel in dieser Spielzeit. Der Aufstieg in die Ligue 1 wurde mit einem Punkt knapp verpasst.
In der folgenden Saison 2017/18 drang er endgültig in die Startformation vor, nunmehr unter dem neuen Übungsleiter Éric Sikora. Am 18. September (8. Spieltag) erzielte er beim 2:0-Heimsieg gegen den US Quevilly sein erstes Tor im professionellen Fußball. In dieser Spielzeit kam er in 25 Ligaspielen zum Einsatz, in denen er eben dieses Tor schoss. Bereits am 1. Spieltag der nächsten Saison 2018/19, beim 2:0-Auswärtssieg gegen die US Orléans, erzielte er als Einwechselspieler sein erstes Saisontor. In dieser Spielzeit verlor er seinen Status als Stammspieler und kam nur noch in zehn seiner 21 absolvierten Ligaspiele von Beginn an zum Einsatz. Am letzten Spieltag der Saison, beim 5:2-Heimsieg gegen die US Orléans, traf er erstmals doppelt für die Sang et Or und beendete diese damit mit vier Toren. Der RC Lens qualifizierte sich mit dem 5. Tabellenrang für die Play-offs, in denen man in zwei Finalspielen am Erstligisten FCO Dijon scheiterte. Bellegarde traf in diesen in vier Spielen einmal und bereitete zwei Treffer vor. In der darauffolgenden Spielzeit 2019/20 absolvierte er 24 Ligaspiele, in denen er ein Tor vorbereiten konnte.

### Racing Straßburg
Nach drei Jahren in der Herrenmannschaft des RC Lens, wechselte Bellegarde Anfang Juli 2019 für eine Ablösesumme in Höhe von zwei Millionen Euro zum Erstligisten Racing Straßburg. Bei den Elsässern unterzeichnete er einen Vierjahresvertrag. Sein Debüt gab er am 25. Juli beim 3:1-Heimsieg gegen Maccabi Haifa in der zweiten Qualifikationsrunde zur UEFA Europa League 2019/20. In der Liga etablierte er sich rasch als Stammspieler.

### Wolverhampton Wanderers
Im September 2023 wechselte er zu den Wolverhampton Wanderers.

## Nationalmannschaft
Am 22. Februar 2017 bestritt Jean-Ricner Bellegarde beim 3:3-Unentschieden im freundschaftlichen Testspiel gegen Italien U19 sein einziges Länderspiel für die französische U19-Nationalmannschaft.
Von November 2017 bis Juli 2018 absolvierte er vier Einsätze für die U20.
Seit Oktober 2019 ist er französischer U21-Nationalspieler.